# 독일의 대소 선전포고

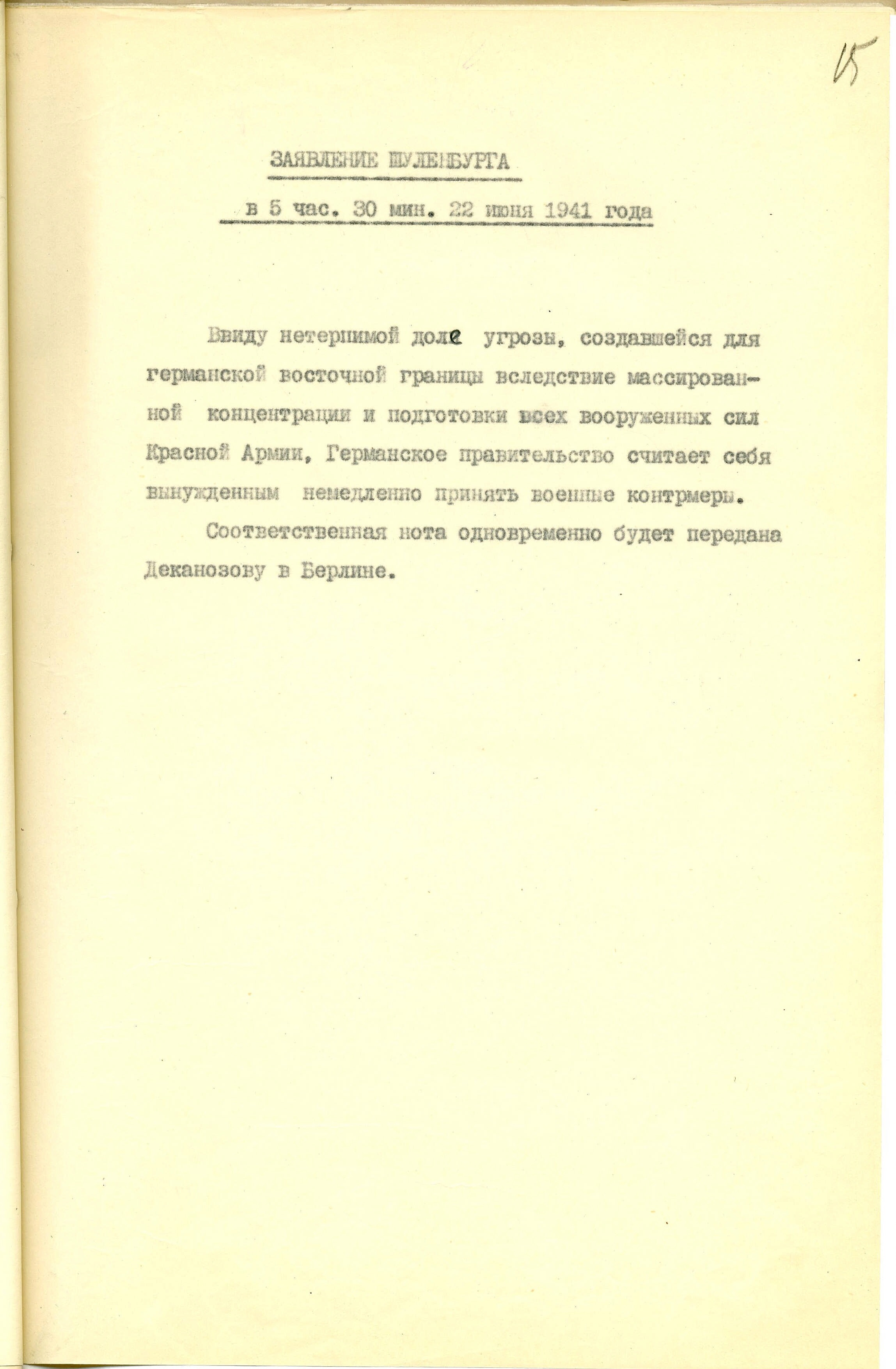
1941년 6월 22일 오전 5시 30분(현지 시각)에 작성된 슐렌부르크 선언문을 러시아어로 번역한 문서. 본문은 다음과 같다. "독일 동부 국경에서 적군의 전 군대가 대규모로 증강되며 준비한 그 결과로 직면한 피할 수 없는 위협을 고려해 독일 정부는 즉시 군사적 조치를 취해야 한다고 판단한다. 해당 사항은 동시에 베를린의 데카노조프에게도 전달될 예정이다."

독일의 대소 선전포고, 공식 명칭 1941년 6월 21일 독일 외무부가 소련 정부에 보낸 공식 문서(독일어: Note des Auswärtigen Amtes an die Sowjetregierung vom 21. Juni 1941 노테 데스 아우스베르티겐 암테스 안 디 조볘트레기룽 폼 21. 유니 1941[*])는 나치 독일의 외무장관 요아힘 폰 리벤트로프이 1941년 6월 22일 오전 4시(MSK)에 베를린에서 소련 대사 블라디미르 데카노조프에게 제2차 세계 대전 기간 독일의 소련 침공과 그 전쟁 명분에 대해 알리는 외교 문서이다. 이날 아침 늦게 소련 주재 독일 대사인 프리드리히베르너 그라프 폰 데어 슐렌부르크는 모스크바에서 소련의 외무장관 뱌체슬라프 몰로토프에게 이 문서를 전달했다. 같은 날 《뉴욕 타임스》는 본 문서의 영문 요약문을 보도했다.
독일의 대소 선전포고문의 존재는 1989년에야 그 존재가 공개된 독일-소련 불가침 조약의 비밀 조항을 언급하기 때문에 비밀로 숨겨졌다. 소련의 언론에서 독일의 문서를 보도한 것은 1991년 《군사사 저널》이 처음으로, 이 저널에선 "1930년대와 전쟁 직전" 소련 정부가 "히틀러를 달래기 위해 파시즘에 대한 모든 이념투쟁을 중단했다"는 주장은 부인했다. 이 선전포고문은 현재 러시아 연방 외교정책 기록보관소에 보관되어 있다.

## 배경
1941년 6월 14일 소련의 통신사인 《타스 통신》은 "소련은 평화 정책에 따라 독일-소련 불가침 조약 조항을 준수해 왔고 준수할 의사가 있으며, 따라서 소련이 독일과의 전쟁을 준비하고 있다는 소문은 거짓이고 도발적인 것"이라고 밝혔다. 1941년 6월 22일 소련 국민을 대상으로 한 라디오 방송에서 바체슬라프 몰로토프와 유리 레비탄은 독일이 "소련에게 어떠한 조건이나 주장도 내놓지 않고 전쟁도 선포하지 않은 채" 침공했다고 발표했다. 대국민 연설에서 몰로토프는 슐렌부르크가 침공이 시작된 후인 오전 5시 30분에야 침공 사실을 알렸다며 이를 "문명 국가 역사상 유례없는 만행"이라고 비난했다. 소련은 제2차 세계 대전 기간과 그 이후에도 오랫동안 독일의 침공이 한 번도 선전포고 없는 전쟁이자 "배신스러운" 침공이라고 말했다. 하지만 소련의 장군 게오르기 주코프는 1969년 회고록(1971년 영어로 번역됨)에서 내각회의에 "독일 정부가 우리에게 선전포고했다"는 몰로토프의 말을 인용해 밝혔다. 독일의 전쟁 계획과 그 준비에 대한 소련의 인식 정도가 이후 집중적으로 연구되는 주제가 되었다.

## 선전포고 문서
독일의 선전포고는 여러 가지 전쟁 명분을 언급하는 것으로 시작되었다. 무엇보다도 코민테른이 독일이 지켜온 독일-소련 국경 및 우호 조약에 반해 반 독일적 체제 전복, 사보타주, 간첩 행위를 시작했다고 주장했다. 또한 소련이 영국과 합세해 독일을 향한 음모를 꾸미기 시작했으며 발트해부터 흑해까지 소련군이 공격적으로 증강되었다고 말한다. 따라서 히틀러는 독일 국방군에 모든 수단을 동원해 이러한 위협에 저항하라고 명령을 내렸다고 밝혔다.

## 반응
선전포고문에 대한 데카노조프 대사 반응을 설명하며 독일 통역사 에리히 조머는 데카노조프가 차분히 듣고선 "깊이 후회한다"라고 말했다고 밝혔다. 이어 "난 히틀러와 스탈린이 개인적으로 만나지 못하게 된 것을 깊이 후회한다. 그랬다면 인류의 역사는 다른 길을 걸었을 것이다."라고 말했다.
소련의 외무장관 바체슬라프 몰로토프도 슐렌부르크의 선전포고문을 듣는 동안 침묵을 지키다가 "이건 전쟁입니다. 이럴 자격이 있다고 생각합니까?"라고 말했다. 슐렌부르크는 러시아와의 전쟁을 피하는 비스마르크주의 노선을 지지했으며 눈물을 흘리면서 선전포고문을 낭독했다고 알려졌다. 슐렌부르크는 자신은 정부의 방향에 동의하지 않는다고 말했다(이후 7·20 음모에 가담함). 몰로토프는 오전 5시 30분이라는 타임스탬프가 찍힌 독일어 문서를 일기에 기록했다.
소련의 지도자 이오시프 스탈린의 반응은 게오르기 주코프의 회고록에 자세히 묘사되어 있다. 주코프에 따르면 몰로토프가 독일이 전쟁을 시작했다고 보고하자 스탈린은 "의자에 주저앉아 생각에 잠겼다." 오랜 시간 가만히 있던 스탈린은 6월 22일 오전 7시 15분경 전투준비에 관한 지침 2호의 발령을 승인했다. 하지만 니콜라이 쿠즈네초프 제독에 따르면 소련군은 이미 6월 21일 17시부터 전투준비태세에 돌입하기 시작했다고 밝혔다.

## 같이 보기
- 바르바로사 작전
- 독일-소련 포로 교환
- 소련의 공세 계획 음모론